# Exocentrus bellus
Exocentrus bellus là một loài bọ cánh cứng trong họ Cerambycidae.